# Antti Kupiainen
Antti-Jukka Kupiainen, född 23 juni 1954 i Varkaus, är en finländsk matematiker.
Sin akademiska karriär började Kupiainen vid Tekniska högskolan i Helsingfors där han blev diplomingenjör 1976. Han doktorerade vid Princeton University i USA 1980 och forskade därefter både vid Helsingfors universitet och olika universitet i Europa och USA. Han blev 1991 professor i matematik vid Helsingfors universitet och utsågs att 2002–2007 leda gruppen för matematisk fysik vid spetsforskningsenheten för geometrisk analys och matematisk fysik; akademiprofessor sedan 1999. År 1992 utnämndes han till ledamot av Finska Vetenskapsakademien.
Kupiainen har specialiserat sig på matematiska tillämpningar för lösning av problem inom fysiken.